# Reenstiernska palatset

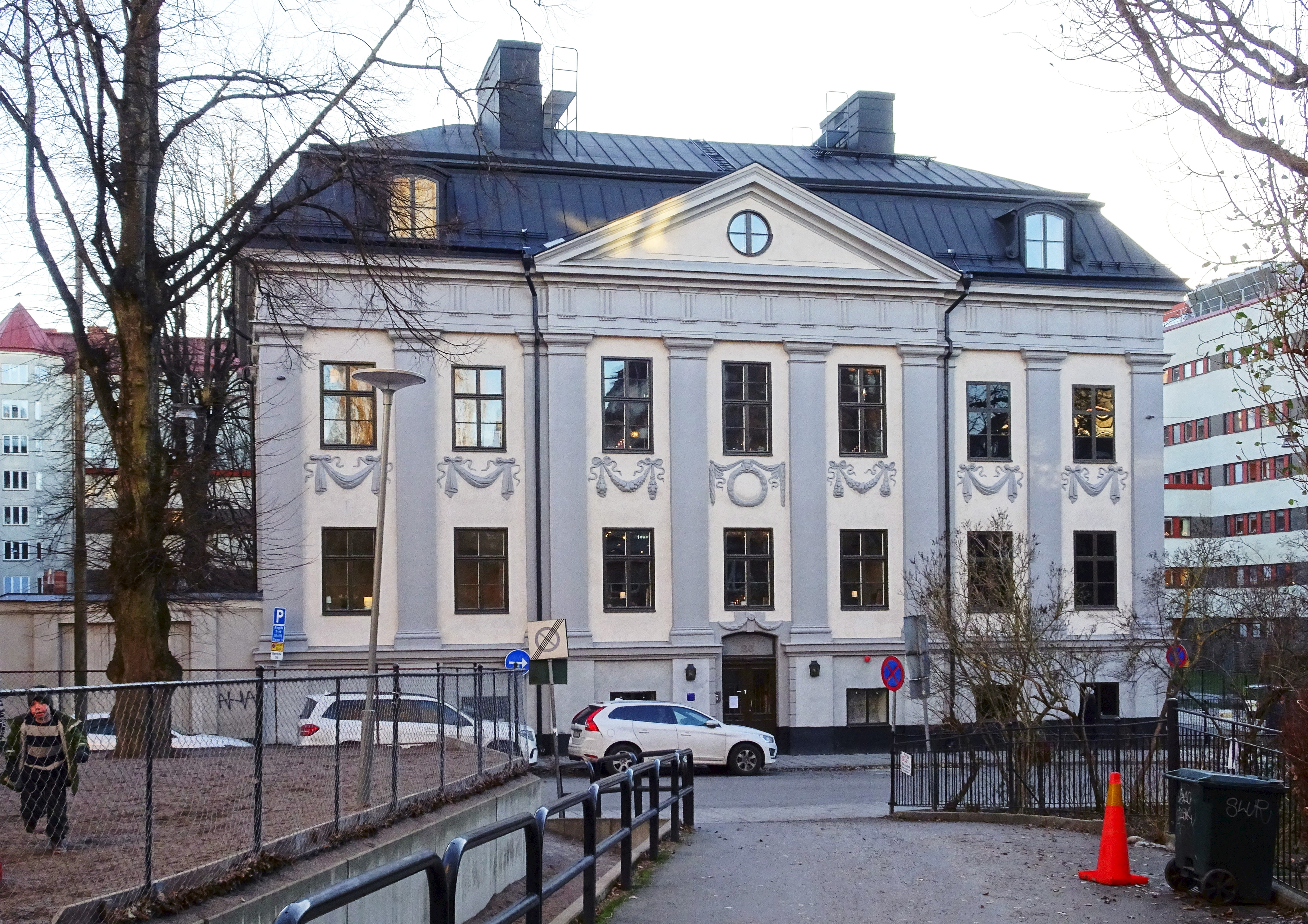
Reenstiernska palatset, december 2018.

Reenstiernska palatset eller Reenstiernas malmgård (Mommas hus) är ett privatpalats uppfört på 1660-talet och beläget vid dagens Wollmar Yxkullsgatan 23 på Södermalm i Stockholm. Exteriören har mycket kvar av sitt ursprungliga utseende och är ett bra exempel på hur holländska invandrare påverkade Stockholms arkitektur. Fastigheten Tömmen 1 ägs och förvaltas av AB Stadsholmen och är blåmärkt av Stadsmuseet i Stockholm vilket innebär "att bebyggelsen bedöms ha synnerligen höga kulturhistoriska värden".

## Historik

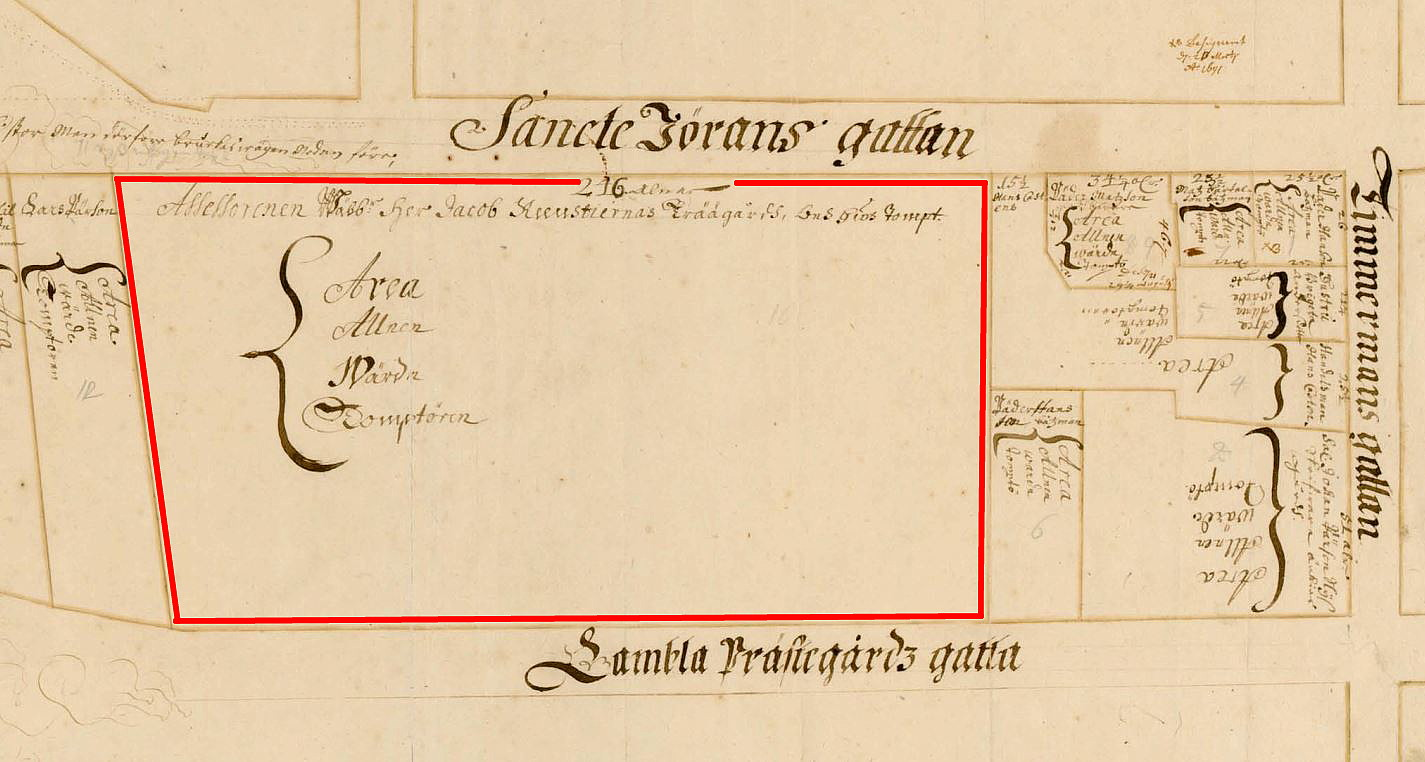
”Her Jacob Reenstiernas Tompt”, 1679.

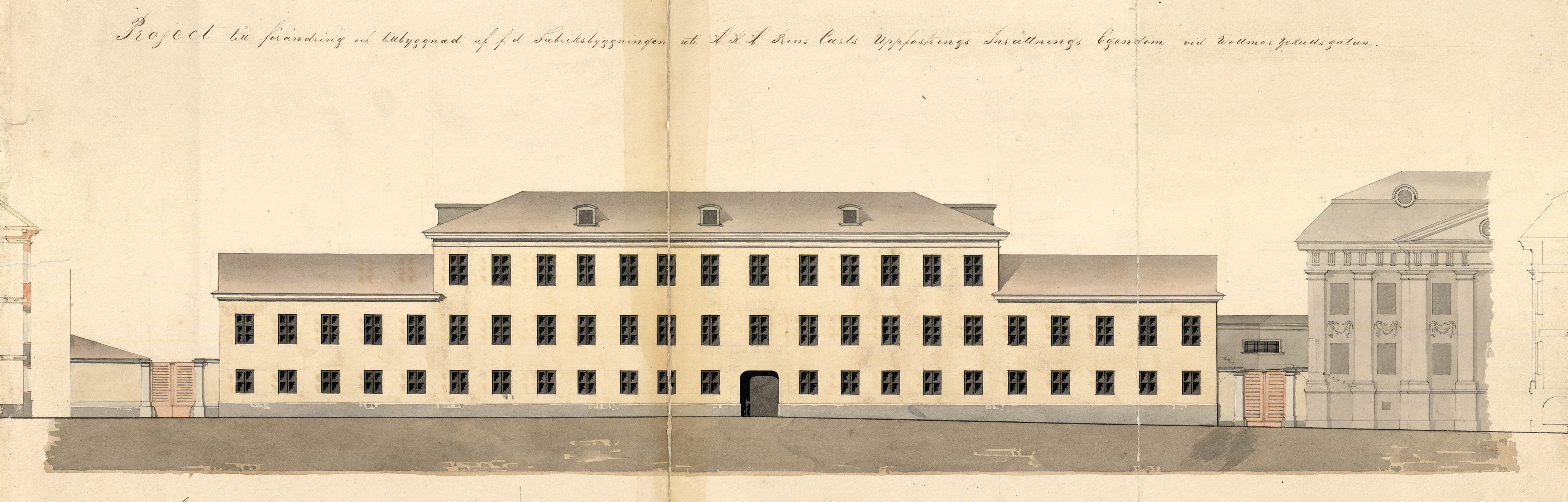
Fasadritning för fabriksbyggnaden, 1846.

Byggnaden uppfördes i slutet av 1660-talet i holländsk palladianismstil efter ritningar av arkitekt Johan Tobias Albinus på uppdrag av handelsmannen Jakob Momma (adlad Reenstierna). Byggnadens exteriör präglas av fasader indelade med pilastrar och försedda med dekorativa utsmyckningar som festonger i puts under fönstren på övre våningen. I fältet över entréfasaden är festongen kompletterad med en krans, försedd med ett ansikte.
Momma Reenstiernas tomt motsvarade nära två tunnland (knappt 10 000 m²) och var en av de största på Södermalm. I Holms tomtbok västra del för 1679 syns ”Her Jacob Reenstiernas Tompt” i kvarteret Suggan som sträckte sig 246 alnar (drygt 145 meter) längs med dåvarande Sankt Göransgatan (dagens Wollmar Yxkullsgatan). Till egendomen hörde en stor trädgårds- och parkanläggning som anlades samtidigt när stenhuset uppfördes. Efter Jacob Mommas död 1678 ärvdes stället av hans söner som var ägare fram till 1698. Därefter vandrade malmgården genom många olika händer. En av ägarna var greve Rudolph Horn von Rantzien, varför palatset även kallades Hornska palatset eller det Hornska huset.
I mitten av 1700-talet kompletterades huvudbyggnaden med två flyglar och en fabriksbyggnad för väveri uppfördes på tomten strax öster om palatset. Då fanns här 81 fruktträd, 18 klippta granar och ett stort område med bärbuskar. 1770 tillkom ett orangeri, dessutom fanns stall, vagnshus, fähus, mangelbod och flera mindre bostadshus. År 1734 grundades Sveriges första frikyrka, Filadelfiska Societén. Denna friförsamling hade sina lokaler i byggnaden och församlingens medlemmar bodde även där. Omkring år 1800 ägdes fastigheten av klädesfabrikören Jacob Jacobson Hoving. Han förskönade trädgården och ”missunnade icke beskedligt folk” att promenera i den. En liten rest av denna trädgård är dagens Jakob Mommas park.
Huset inrymde från 1841 Prins Carls uppfostringsinrättning för fattiga barn, som var en stiftelse vilken tog hand om föräldralösa barn. Som framgår av ritningar från 1846 lät Stiftelsen bygga om- och till fabriksbyggnaden för sin verksamhet. Här inrättades bland annat sovrum för 100 "gossar", lekrum, vaktmästeri, kök och skolsalar samt verkstäder för skräddare, smeder, skomakare och snickare.

## Palatset blir en del av Maria sjukhus

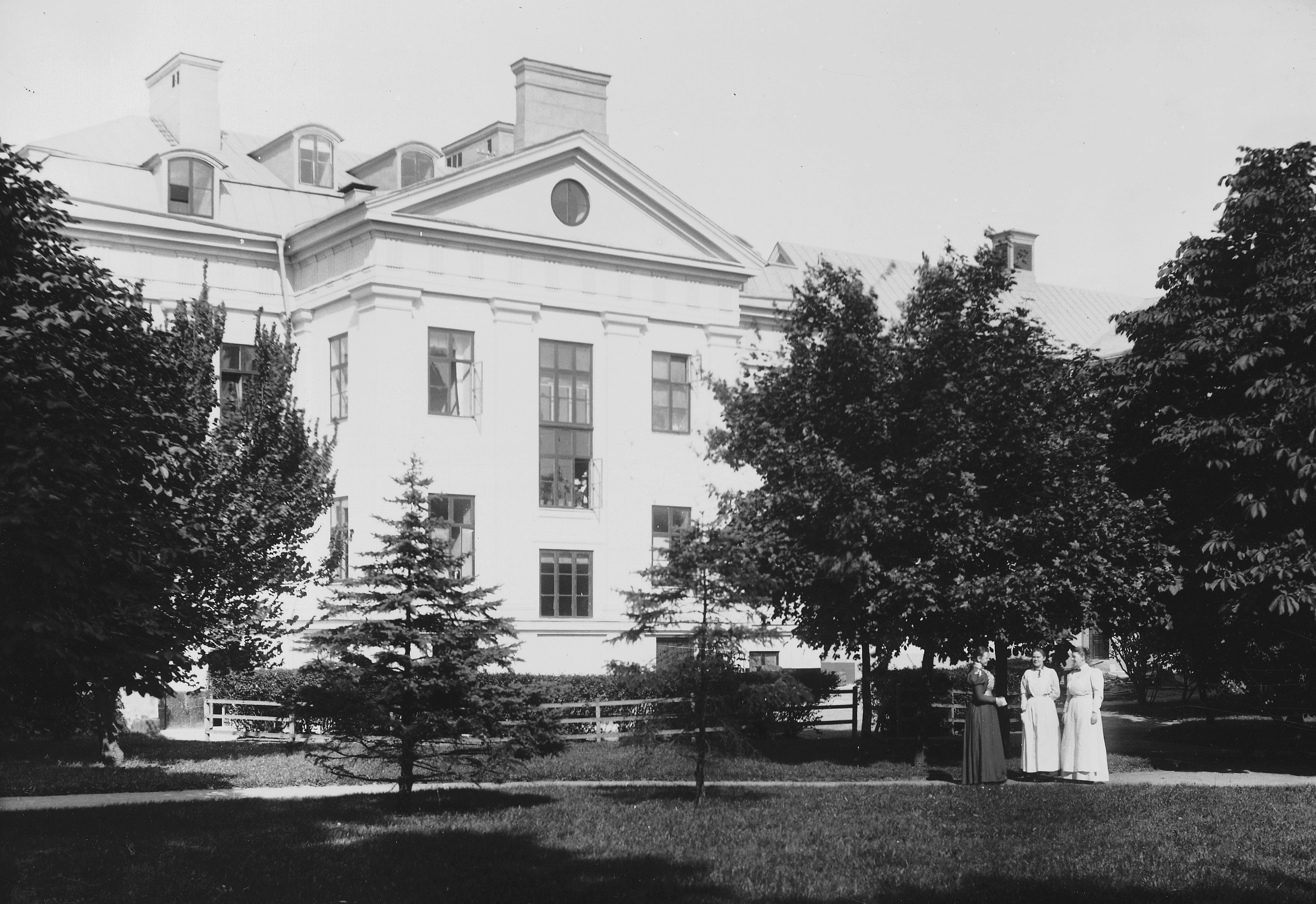
När "Palatset" var utbildningsplats för barnmorskor vid Södra BB, 1890-tal.

Efter 1871 utgjordes verksamheten av ett provisoriskt BB. År 1874 inköptes hela den Reenstiernaska fastigheten med adresserna Wollmar Yxkullsgatan 21, 23, 25 och 27 av Stockholms Stads Sundhetsnämnd som led i en omdaning av Stockholms sjukhusväsen. Två är senare öppnade Maria sjukhus med 125 vårdplatser i den gamla fabriksbyggnaden som blivit ombyggd för sjukhusverksamheten. 
År 1882 blev provisoriska BB permanent under namnet Södra barnbördshuset eller Södra BB som dock inte låg i palatsbyggnaden utan längre västerut på den Momma-Reenstiernska egendomen med adress Wollmar Yxkullsgatan 27. I huvudbyggnaden, "Palatset", bedrevs utbildning för barnmorskor. I samband med det blev palatset till- och ombyggt, bland annat med ett nytt trapphus mot gården mellan de ursprungliga, korta flyglarna och vinden inreddes. När Södersjukhuset invigdes 1944 lades den sjukvårdande verksamheten vid Maria sjukhus ner. Södra BB var kvar till 1969. Därefter nyttjades bebyggelsen för olika verksamheter som sjuksköterskeskola och lokaler för stadens sociala verksamheter, bland annat Rådgivning för flyktingungdomar. År 2004 övertog AB Stadsholmen fastigheten från staden. 
År 2011 fastställdes en ny detaljplan för kvarteret Tömmen och Tygeln som syftade till att bygga cirka nya 210 lägenheter, en förskola och ett gruppboende samt anlägga en park. Planen omfattar även Momma Reenstiernas palats som på sikt skall få ett mer publikt innehåll. Fabriksbyggnaden som inhyste Maria sjukhus sparades till ungefär 70 procent och är ombyggd till lägenheter. Övriga byggnader inom kvarteret Tygeln revs.

## Bilder

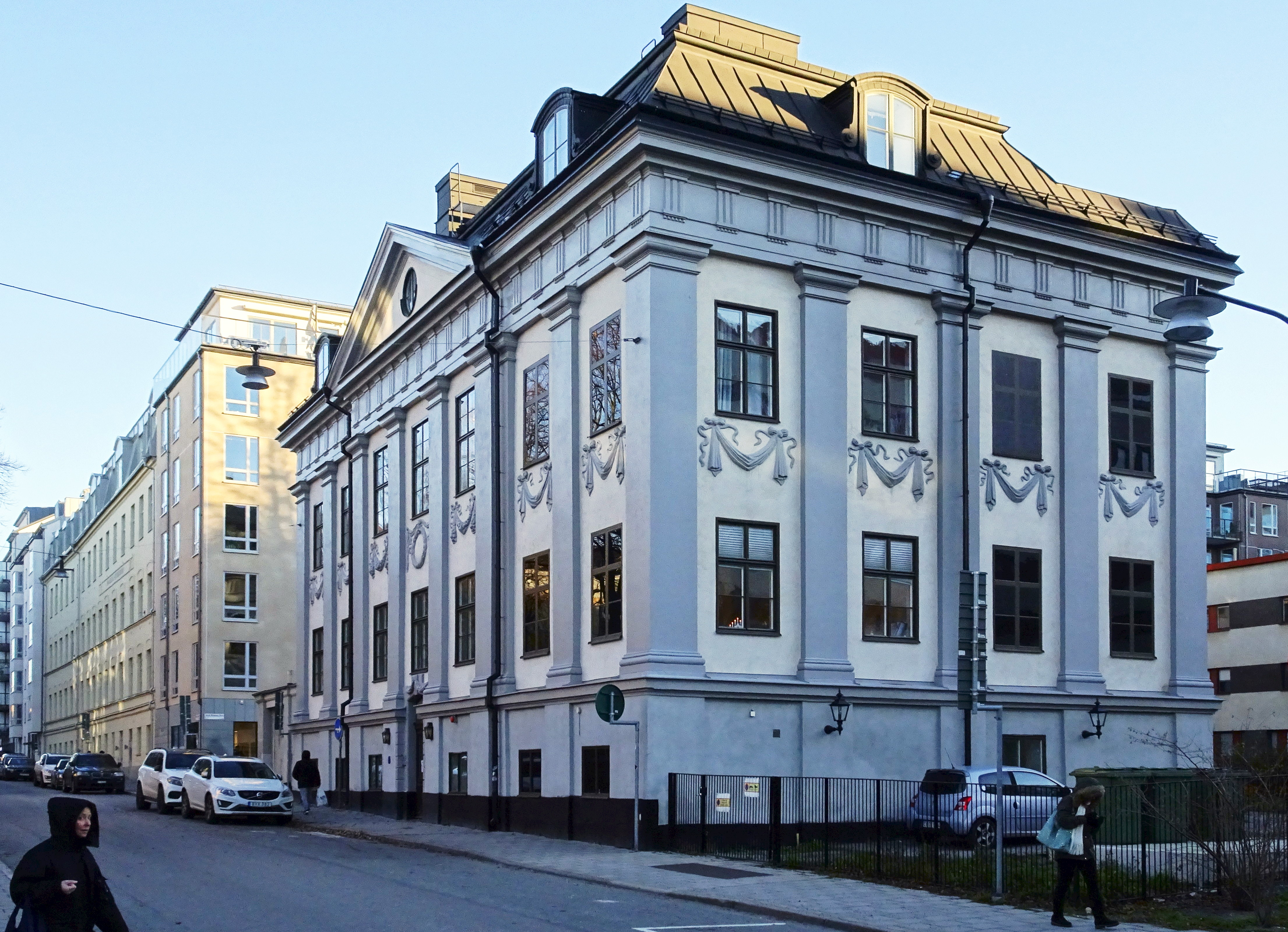
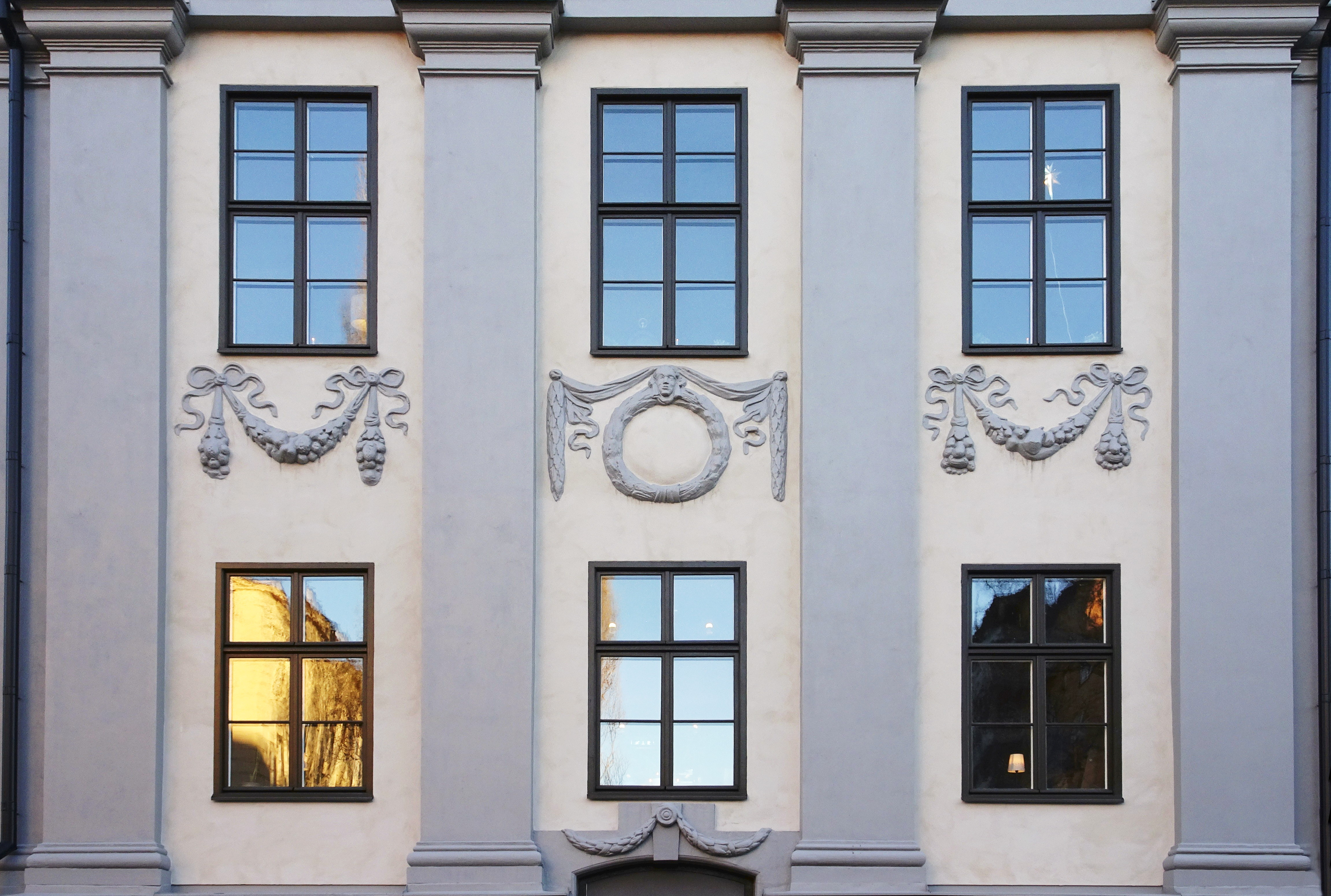
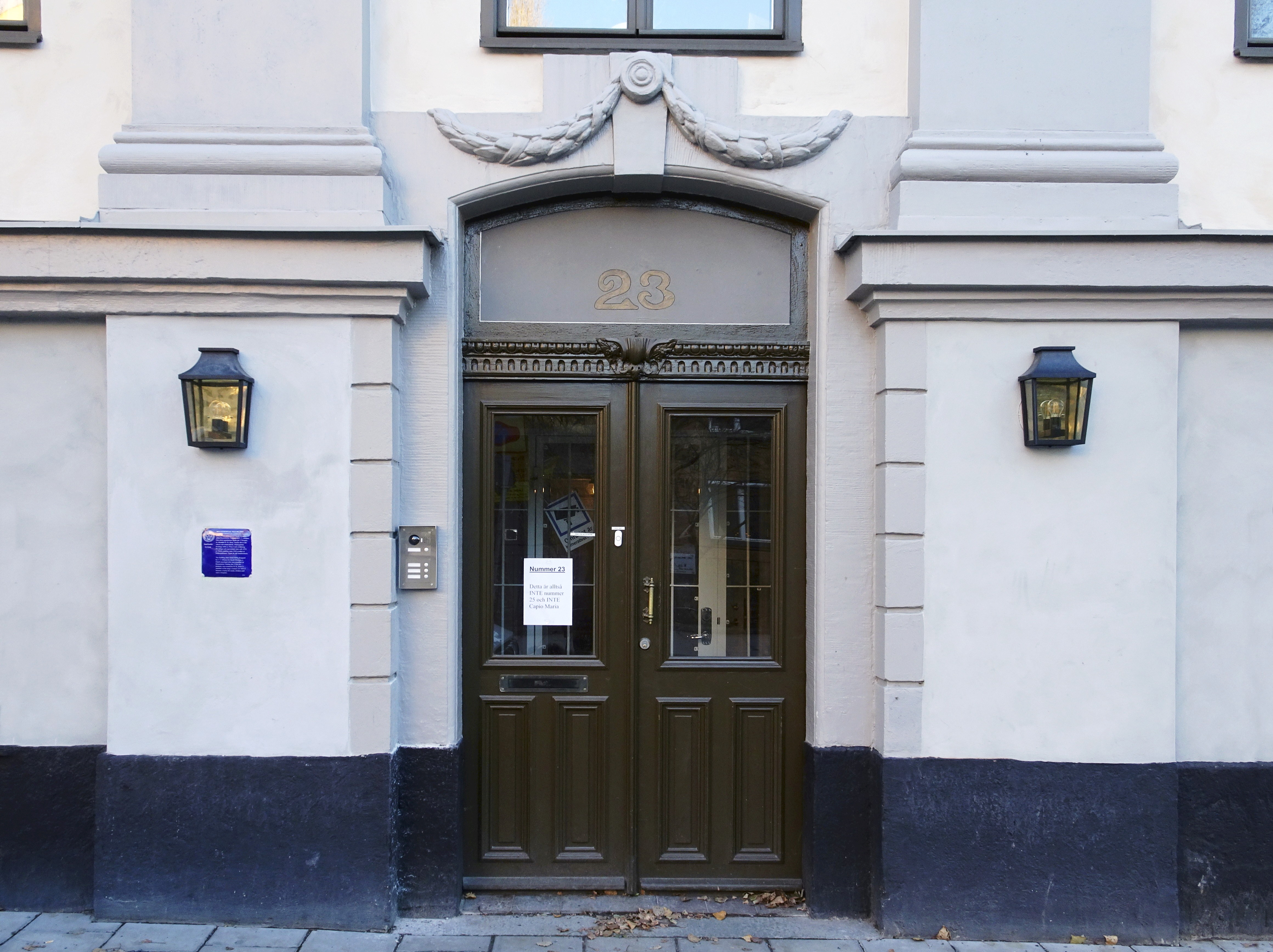
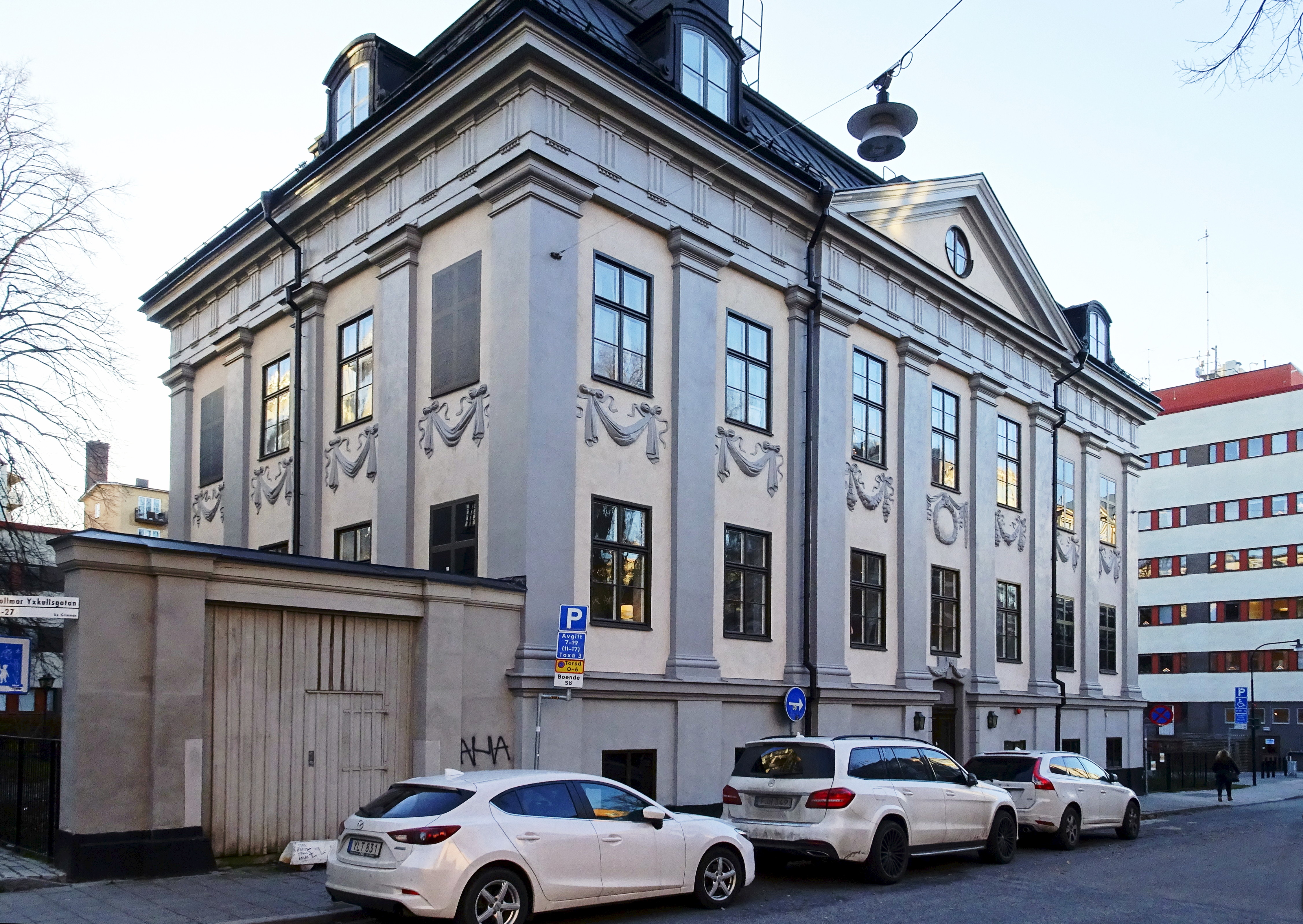